# Койчубаева, Рахия Рыспаевна
Рахия́ Рыспа́евна Койчуба́ева  (урождённая — Оспанова, 15 октября 1916 года, Каркаралинский район Карагандинской области — 26 января 1963 года, Алма-Ата) — советская казахская актриса, певица, народная артистка Казахской ССР с 1947 года.

## Биография
Родилась 15 октября 1916 года (по другим данным — в 1913 году). Происходит из рода таракты.
Сценическую деятельность начала в Карагандинском театре (1933—1937). С 1938 года работала в КазГАТД имени М. О. Ауэзова. На его сцене создала образы, характеризующиеся национальным своеобразием. Острохарактерная актриса.
Первой сценической работой актрисы стала роль старухи-няньки в спектакле А. Токмаганбетова «Аз-рет султан». Среди лучших работ актрисы выделяют роли Зере в спектакле «Абай» М. Ауэзова, за которую Койчубаева в 1952 году была удостоена Государственной премии Казахстана.
С 1940 года снималась в кино.
Умерла 26 января 1963 года. Похоронена на Центральном кладбище Алматы.

## Творчество
| Театральные работы - «Козы Корпеш — Баян сулу» Г. М. Мусрепова — Макпал - «Ахан-сере и Актокты» Г. М. Мусрепова — Дамелы - «Абай» по М. О. Ауэзову — Зере - «Цвети, степь!» А. Тажибаева — Улсуйген - «Алдар-Косе» Ш. Х. Хусаинова — Менслу - «Скупой» Мольера — Фрозина - «Ревизор» Н. В. Гоголя — Анна Андреевна - «Таланты и поклонники» А. Н. Островского — Домна Пантелеевна - «Правда — хорошо, а счастье лучше» А. Н. Островского — Мавра Тарасовна | Фильмография - 1940 — Райхан — мать Райхан - 1945 — Песни Абая — Зейнеп - 1948 — Золотой рог — Жамал - 1954 — Поэма о любви — Кунекей - 1955 — Девушка-джигит — секретарша - 1956 — Беспокойная весна — Хафиза Бейсенова - 1957 — Наш милый доктор — старший лейтенант - 1961 — Если бы каждый из нас — Шайшекер - 1961 — Песня зовёт - 1962 — Мальчик мой! — Хадиша Ахметовна - 1962 — Перекрёсток — просительница |

## Награды и премии
- Народная артистка Казахской ССР (1947)[1]
- Сталинская премия третьей степени (1952) — за исполнение роли Зере в спектакле «Абай» М. О. Ауэзова на сцене КазГАТД имени М. О. Ауэзова
- Орден Трудового Красного Знамени (3 января 1959) — за выдающиеся заслуги в развитии казахского искусства и литературы и в связи с декадой казахского искусства и литературы в гор. Москве[1]